# Michaił Syromiatnikow
Michaił Aleksiejewicz Syromiatnikow (ros. Михаил Алексеевич Сыромятников, ur. 1899 w Mała Dragunskaja, zm. po sierpniu 1941 w obwodzie czernihowskim) – radziecki polityk i działacz partyjny.
Do RKP(b) wstąpił w 1920, pod koniec lat 30. był sekretarzem, a od września 1939 I sekretarzem Komitetu Obwodowego KP(b)U w Żytomierzu. Od 17 maja 1940 członek KC KP(b)U. 26 stycznia 1941 wybrany deputowanym do Rady Związku Rady Najwyższej ZSRR I kadencji, delegat na XVIII Konferencję WKP(b) w dniach 15-20 lutego 1941. Zginął po ataku Niemiec na ZSRR.